# Sypaná hráz

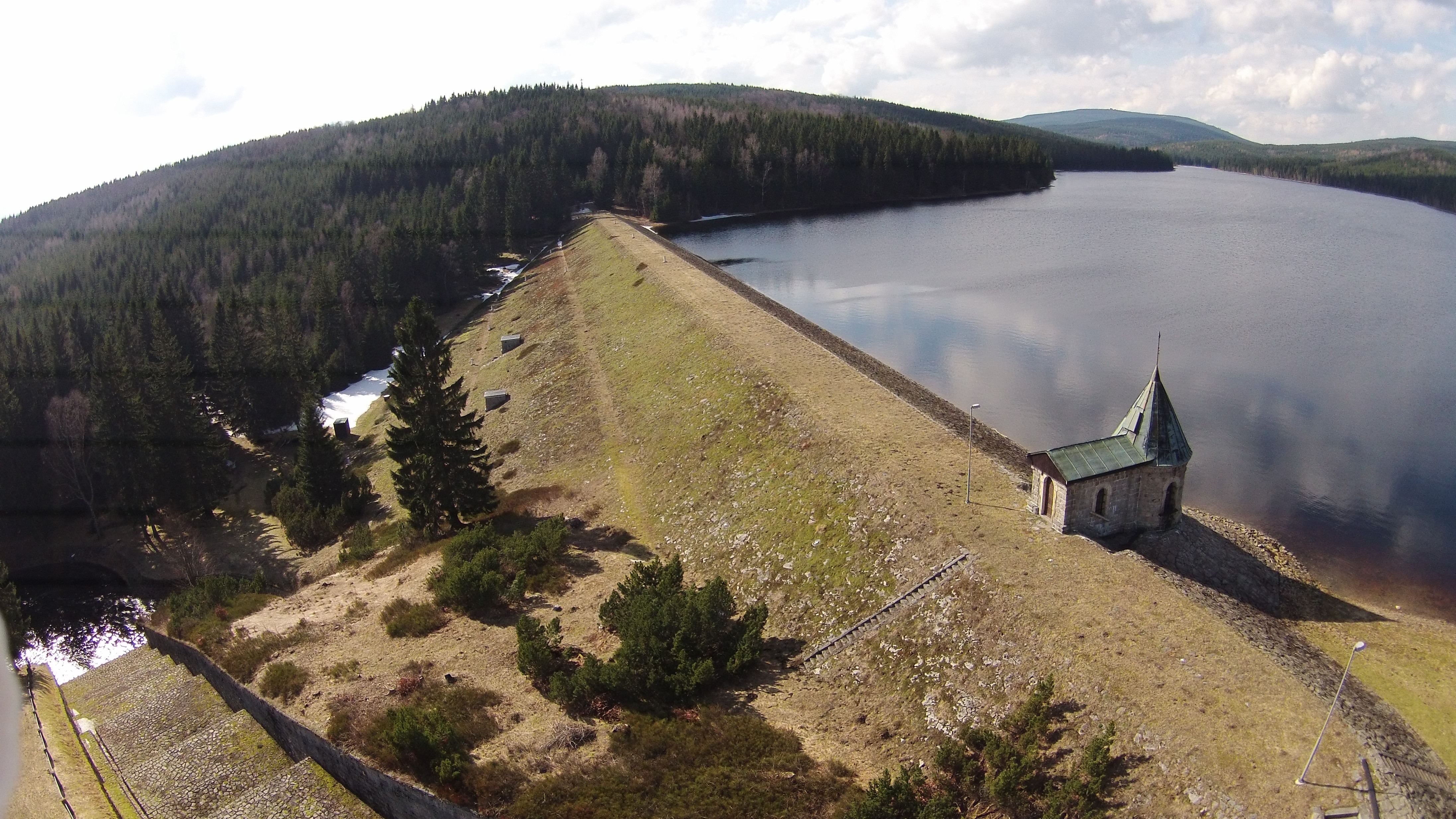
Sypaná hráz (Vodní nádrž Souš)

Sypaná hráz je jedna z mnoha druhů hrází. Je postavena z rozdrcených materiálů (zemina, písek, štěrk…) a z kusů kamenů na zpevnění hráze. Sypaná hráz se staví tak, že se postupně naváží materiál a v minulosti pomocí parních,nyní zemních válců a bagrů se udusává a prolévá betonem. Sypaná hráz je jedna z nejpoužívanějších hrází v Česku, v Americe se hodně používá betonová hráz. V České republice mají sypanou hráz např. přehrady Lipno, Horní Bečva, Slezská Harta, Dalešice (nejvyšší hráz v Česku a druhá největší sypaná hráz v Evropě), Hostivař a další. Nejdelší sypanou hráz ve střední Evropě má vodní nádrž Nechranice (délka koruny hráze 3280 metrů).
Sypané jsou rovněž mnohé protipovodňové valy.